# 5e étape du Tour d'Italie 2010
Pour un article plus général, voir Tour d'Italie 2010.
La 5e étape du Tour d'Italie 2010 s'est déroulée le jeudi 13 mai 2010 entre Novara et Novi Ligure sur 162 kilomètres. C'est le Français Jérôme Pineau (Quick Step) qui a remporté cette étape en devançant au sprint ses deux compagnons d'échappée et le peloton arrivé à 4 secondes. L'Italien Vincenzo Nibali (Liquigas-Doimo) reste maillot rose.

## Profil de l'étape
Cette étape de plaine semble promise aux sprinters, malgré la présence de deux petites côtes, à Castellania et à Novi Ligure.
L'étape rend hommage au cycliste italien Fausto Coppi, vainqueur notamment de 5 Tours d'Italie, dont c'est le 50e anniversaire de la mort. L'étape passe ainsi dans son village natal de Castellania et emprunte les routes qui lui servaient de routes d'entrainement.

## La course
Une échappée de 4 coureurs se forme : Yukiya Arashiro (BBox Bouygues Telecom), Julien Fouchard (Cofidis), Jérôme Pineau (Quick Step), et Paul Voss (Team Milram) comptent jusqu'à 5 minutes 40 secondes d'avance sur le peloton à 46 kilomètres de l'arrivée. Le peloton accélère ensuite, et Voss, lâché par ses compagnons d'échappée, est repris à 15 kilomètres de l'arrivée. Mais les 3 coureurs restants résistent au retour du peloton et se disputent la victoire. Arashiro lance le sprint, mais c'est finalement Pineau qui s'impose devant son compatriote Fouchard. Tyler Farrar (Garmin-Transitions) règle le sprint du peloton.

## Classement de l'étape
|    | Coureur               | Pays             | Équipe                |    | Temps           |
| -- | --------------------- | ---------------- | --------------------- | -- | --------------- |
| 1  | Jérôme Pineau         | France           | Quick Step            | en | 3 h 45 min 59 s |
| 2  | Julien Fouchard       | France           | Cofidis               | +  | 0 s             |
| 3  | Yukiya Arashiro       | Japon            | BBox Bouygues Telecom |    | 0 s             |
| 4  | Tyler Farrar          | États-Unis       | Garmin-Transitions    |    | 4 s             |
| 5  | Gregory Henderson     | Nouvelle-Zélande | Team Sky              |    | 4 s             |
| 6  | Alessandro Petacchi   | Italie           | Lampre-Farnese Vini   |    | 4 s             |
| 7  | Graeme Brown          | Australie        | Rabobank              |    | 4 s             |
| 8  | André Greipel         | Allemagne        | Team HTC-Columbia     |    | 4 s             |
| 9  | Lucas Sebastián Haedo | Argentine        | Team Saxo Bank        |    | 4 s             |
| 10 | William Bonnet        | France           | BBox Bouygues Telecom |    | 4 s             |

## Classement général
|    | Coureur              | Pays        | Équipe             |    | Temps            |
| -- | -------------------- | ----------- | ------------------ | -- | ---------------- |
| 1  | Vincenzo Nibali      | Italie      | Liquigas-Doimo     | en | 14 h 30 min 03 s |
| 2  | Ivan Basso           | Italie      | Liquigas-Doimo     | +  | 13 s             |
| 3  | Valerio Agnoli       | Italie      | Liquigas-Doimo     |    | 20 s             |
| 4  | André Greipel        | Allemagne   | Team HTC-Columbia  |    | 26 s             |
| 5  | Matthew Goss         | Australie   | Team HTC-Columbia  |    | 26 s             |
| 6  | Alexandre Vinokourov | Kazakhstan  | Astana             |    | 33 s             |
| 7  | Vladimir Karpets     | Russie      | Team Katusha       |    | 39 s             |
| 8  | Richie Porte         | Australie   | Team Saxo Bank     |    | 45 s             |
| 9  | David Millar         | Royaume-Uni | Garmin-Transitions |    | 45 s             |
| 10 | Paolo Tiralongo      | Italie      | Astana             |    | 59 s             |

## Abandon
Aucun abandon.